# Richard Ledezma
Richard Ledezma (* 6. September 2000 in Phoenix, Arizona) ist ein US-amerikanisch-mexikanischer Fußballspieler, der für Deportivo Guadalajara in der Liga MX und die amerikanische Nationalmannschaft spielt.

## Karriere

### Verein
Ledezma wuchs in Phoenix auf, wo er in der Jugend für Valparaiso United FC Fußball spielte. Danach wechselte er zu Real Salt Lake, wo er für die er zu einigen Einsätzen in der USL Championship für das Farmteam Real Monarchs kam, bevor er am 21. Dezember 2019 von der PSV Eindhoven verpflichtet wurde. Am 27. Oktober 2019 wurde Ledezma nach guten Leistungen für Jong PSV zum ersten Mal in den Kader des PSV für ein Eredivisie-Spiel gegen AZ Alkmaar berufen. Am 1. November 2020 gab Ledezma in der 74. Minute sein Debüt für den PSV und erzielte beim 4:0-Sieg gegen ADO Den Haag eine Vorlage. PSV gab am 19. März 2023 bekannt, dass Ledezma eine Vertragsverlängerung bis 2025 unterzeichnet hatte. Für die Saison 2023 wurde er in die MLS an New York City FC ausgeliehen, wo er zu regelmäßigen Einsätzen kam. Zur Saison 2024/25 kehrte er nach Eindhoven zurück. Nachdem er sich jedoch nicht durchsetzen konnte, wechselte er im Juli 2025 in die mexikanische Liga zu Deportivo Guadalajara.

### Nationalmannschaft
Ledezma könnte aufgrund seiner Abstammung auch für die Mexikanische Nationalmannschaft spielen, lehnte Anwerbungsversuche des mexikanischen Verbandes jedoch ab. Mit der U-20-Auswahlmannschaft der USA nahm Ledezma an der U-20-Weltmeisterschaft 2019 teil, wo er das Viertelfinale erreichte. Am 16. November 2020 gab Ledezma gegen Panama sein Debüt in der A-Nationalmannschaft, als er in der 68. Minute eingewechselt wurde und zwei Torvorlagen für Sebastian Soto lieferte.

## Erfolge
- KNVB-Pokal: 2021/22
- Johan-Cruyff-Schale: 2022